# Churchill Brothers SC
Churchill Brothers Sports Club je indický fotbalový klub z města Margao ve státě Goa založený roku 1988. Letopočet založení je i v klubovém emblému. Je vlastněn indickým politikem Churchillem Alemao. Klubové barvy jsou červená a bílá.

## Historie
Klub byl založen roku 1988 jako Varca Club a po jedné sezóně se přejmenoval na Brothers Sporting Club. Později byl koupen indickým politikem Churchillem Alemao a přejmenován na Churchill Brothers SC. V roce 1996 byl mezi zakládajícími kluby tehdy nově vytvořené ligy National Football League, která se roku 2007 transformovala do I-League. V sezoně 2008/09 poprvé získal ligový titul, podruhé v sezoně 2012/13. Pro sezonu 2014/15 neobdržel společně s dalšími dvěma kluby od Indické fotbalové federace (AIFF – All India Football Federation) potřebnou licenci, I-League zeštíhlela na 10 účastníků.

## Úspěchy
- 2× vítěz I-League (2008/09, 2012/13)[1]
- 3× vítěz Durand Cupu (2007, 2009, 2011)[3]